# Alleluia-Tropus
Alleluia-Tropus est une œuvre pour ensemble vocal et octuor de violoncelles écrite par Arvo Pärt, compositeur estonien associé au mouvement de musique minimaliste.

## Historique
Composée en 2008, cette œuvre est dédié à l'ensemble vocal Vox Clamantis.

## Discographie
- Sur le disque Adam's Lament par l'ensemble vocal Vox Clamantis dirigé par Tõnu Kaljuste chez ECM Records, 2012.